# Джорджеску, Джордже
Джо́рдже Джордже́ску (рум. George Georgescu; 12 сентября 1887, Сулина, Румыния — 1 сентября 1964, Бухарест, Румыния) — румынский дирижёр, виолончелист и педагог. Член-корреспондент Румынской академии. Народный артист Румынии (1954).

## Биография
Родился в семье портового таможенника. В 1910 году окончил Бухарестскую консерваторию по классу виолончели (профессор Константин Димитреску) и в 1910‒1912 годах продолжил обучение в Берлинской высшей школе музыки у Хуго Беккера (класс виолончели), а также по классам композиции и дирижирования. С 1911 года выступал как сольно, так и в составе струнного «Марто-квартета» (с Марто, Беккером и Канблаем), но травма не позволила дальше заниматься исполнительской деятельностью. В 1916‒1918 годах совершенствовался в дирижёрском искусстве у Рихарда Штрауса и Артура Никиша. В 1918 году впервые выступил как дирижёр с Берлинским филармоническим оркестром. В 1920 году основал Бухарестский филармонический оркестр (ныне Симфонический оркестр им. Джордже Энеску); в 1921—1944 и в 1953—1964 годах — главный дирижёр. В репертуар входили Шестая симфония Чайковского, «Весёлые проделки Тиля Уленшпигеля» Штрауса, Фортепианный концерт Грига, Вторая симфония Брамса, Седьмая симфония Бетховена, произведения Джордже Энеску и другие сочинения румынских и зарубежных, в том числе и российских, композиторов. Дирижировал во многих странах мира, в том числе и в СССР, где был на гастролях 4 раза (впервые в 1952 году). Выступал вместе с такими исполнителями, как Пабло Казальс, Эжен д’Альбер, Эдвин Фишер, Вальтер Пизекинг, Вильгельм Кемпф, Жак Тибо, Энрико Майнарди, Давид Ойстрах, Артур Рубинштейн, Клара Хаскил и многими другими. В 1950—1953 годах — профессор Бухарестской консерватории.

## Награды
- 1954 — Народный артист СРР
- 1949 — Государственная премия СРР
- 1957 — Государственная премия СРР
- Кавалер ордена Труда 1 степени